# Laphria sibirica
Laphria sibirica là một loài ruồi trong họ Asilidae. Laphria sibirica được Lehr miêu tả năm 1989. Loài này phân bố ở vùng Cổ Bắc giới.